# Arts plastiques au XVe siècle
Arts plastiques au XIVe siècle - Arts plastiques au XVe siècle - Arts plastiques au XVIe siècle
Chronologie des arts plastiques

## Événements
- 1418 : exécution de la première illustration en gravure sur bois daté en Europe[1]. Xylographie en Europe au début du siècle (bois Protat).

- Développement de la Renaissance en Europe, à des degrés variables selon les zones géographiques.
- Poursuite de la Renaissance artistique en Italie : Quattrocento).
- Début de la Renaissance dans plusieurs régions d'Europe :
  - Flandre : peintres dits primitifs flamands, à Bruges, Gand… C'est en Flandre que la perspective sera mise au point.
  - Rhénanie,
  - Bourgogne,
  - Région de Bourges (capitale provisoire du royaume de France, où se trouve installé Charles VI),
  - Alsace,
  - Portugal,
  - Castille.
- La guerre de Cent Ans retarde le processus en France jusque vers 1453, 1477 fin définitive des hostilités (la France est encore affectée par la guerre de Cent Ans, qui ne se termina qu'avec la bataille de Nancy en 1477)
  - Les artistes de la Renaissance sont aussi des savants et des créateurs. Ils sont protégés par des mécènes, comme la famille Médicis à Florence.
  - Les pas d'armes se développent comme des joutes élaborées selon un scénario théâtral. Ils mêlent art martial et théâtral, fastes de cour et diplomatie dans les royaumes de France, Castille...

- Invention de la Perspective en peinture (Masaccio).
- Perfectionnement de la peinture à l'huile autour des frères Van Eyck, en Flandre. Usage de la toile. Les œuvres peuvent être facilement transportées.
- Invention de la gravure au burin et de la gravure à l'eau-forte.

## Personnalités significatives
- Fra Angelico (1387-1455), peintre italien,
- Jan van Eyck (1390-1441), peintre flamand, a développé la technique de la peinture à l'huile.
- Lukas Moser (vers 1390-1434 ou 1443), peintre allemand.
- Le Maître des Cartes à jouer, graveur allemand anonyme actif vers 1425-1450.
- Masaccio (1401-1428) peintre italien, introduit en peinture la vérité optique, la perspective et le volume,
- Piero della Francesca (1420-1492), peintre italien, maître de la perspective,
- Sandro Botticelli (1445-1510), peintre italien,
- Léonard de Vinci (1452 - 1519) peintre italien (La Joconde).
- Jérome Bosch (1453-1516) peintre
- Andrea Mantegna (1431-1506) peintre
- Filippo Brunelleschi (1377-1446), peintre, orfèvre et architecte florentin, premier initiateur de la Renaissance.
- Bramante (1444-1514), architecte italien.